# Patricia Lockwood
Patricia Lockwood (Fort Wayne, 1982. április 27. –) amerikai költő, regényíró és esszéíró. 2021-ben megjelent debütáló regénye, a No One Is Talking About This elnyerte a Dylan Thomas-díjat. Priestdaddy című 2017-es memoárja elnyerte az amerikai humorért járó Thurber-díjat. Versgyűjteményei közé tartozik a Motherland Fatherland Homelandsexuals, a New York Times 2014-es jelentős könyve. 2019 óta a The London Review of Books közreműködő szerkesztője.
Lockwood az egyetlen író, akinek szépirodalmi és ismeretterjesztő művei is vannak, amelyeket a The New York Times Book Review az év 10 legjobb könyvei közé választott. Négy évvel ő tartja a listán ismétlődő fellépések közötti legrövidebb időszak rekordját is.
A Kirkus Reviews "útmutatónknak" nevezte, hogy lépjünk túl az interneten, mint a való élettől és a valódi művészeten kívüli dologról, a Garden & Gun szerint pedig: "az avantgárd istennője”.

## Fiatalkora
Lockwood az Indiana állambeli Fort Wayne-ben született. Négy testvére van. Apja, Greg Lockwood a hidegháborúban egy nukleáris tengeralattjáró tengerészeként talált rá a vallásra. Megtérése előbb az evangélikus egyházhoz, majd annak szolgálatához, végül a római katolicizmushoz vezette. 1984-ben II. János Pál pápa 1980-ban kiadott különleges lelkipásztori rendelkezése alapján kérte felszentelését házas katolikus pappá John Lawrence May St. Louis akkori érsekétől. Lockwoodnak ezért abban az egyedülálló élményben volt része, hogy egy katolikus plébánián nőtt fel, ahol pap volt az apja. Lockwood St. Louisban (Missouri állam) és Cincinnatiben (Ohio állam) nőtt fel, ahol egyházi iskolákba járt, de soha nem járt főiskolára.

## Pályafutása
"21 évesen férjhez ment, alig dolgozott, és elmondása alapján úgy tűnik, felnőtt életét prousti attitűdben töltötte, naponta órákat írva az íróasztalnál" a The New York Times Magazine profilja szerint. Ebben az időszakban, 2004 és 2011 között, Lockwood versei széles körben jelentek meg olyan folyóiratokban, mint a The New Yorker, a Poetry és a London Review of Books.

### Twitter
2011-ben csatlakozott a Twitterhez, és figyelmet keltett ott komédiájával és poétikájával, beleértve az általa létrehozott ironikus "szext", a Weird Twitter mozgalommal való kapcsolatát és elkötelezett követőit. Az Atlantic felvette Lockwoodot "Minden idők legjobb tweetjei" listájára, ahol ő volt az egyetlen szerző, aki kétszer is szerepelt. Válaszul Lockwood népszerű tweetjére, hogy ".@parisreview Párizs jó-e vagy sem", a The Paris Review kétszer is kiadott Párizsról szóló ismertetőt.

### Balloon Pop Outlaw Black
2012-ben az Octopus Books kisnyomda kiadta Lockwood első versgyűjteményét Balloon Pop Outlaw Black címmel. A Chicago Tribune dicsérte a művet „vad intelligenciájáért”. A gyűjtemény felkerült a The New Yorker és a Pitchfork év végi listáira, és minden idők egyik legkelendőbb független verses címe lett. A borítóján Lisa Hanawalt karikaturista eredeti alkotásai láthatók.

### "Rape Joke"
2013 júliusában a The Awl közérdekű weboldal közzétette Lockwood „Rape Joke” című prózai költeményét, amely gyorsan vírusszenzációvá vált. A költemény Lockwood 19 éves korában szerzett személyes élményét a nemi erőszak kultúrájának szélesebb körű kommentárjává fejleszti. A The Guardian azt írta, hogy a vers „véletlenül felébresztette egy generáció érdeklődését a költészet iránt”. A Poetry Foundation a verset „világhírűvé” nyilvánította. A verset beválasztották a The Best American Poetry sorozat 2014-es kiadásába, és elnyerte a Pushcart-díjat. Azóta több mint 20 nyelvre lefordították.

### Motherland Fatherland Homelandsexuals
2014-ben a Penguin Books kiadta Lockwood második versgyűjteményét Motherland Fatherland Homelandsexuals címmel. A könyv borítóján Hanawalt eredetibb alkotásai láthatók. A New York Times kritikusa, Dwight Garner dicsérte a könyvet „kitörölhetetlen, álomszerű részleteiért”. Stephanie Burt, a The New York Times Book Review szerzője, úgy méltatta, hogy „egyszerre dühösebb és szórakoztatóbb, korunkhoz jobban igazodó és bizarrabb, mint amivé a legtöbb költészet valaha is képes válni." A The Stranger a Motherland Fatherland Homelandsexuals-t nevezte "az első igazi verseskönyvnek, amelyet a 21. században adtak ki." A Rolling Stone-ban szerepelt Lockwood és a róla szóló könyv. A 2014-es Hot List és a The New York Times nevezetes könyvnek nevezte el.

### Priestdaddy
A Riverhead Books 2017 májusában jelentette meg Lockwood Priestdaddy című memoárját. A The New York Times által "elektromosnak", a The Washington Post által "figyelemreméltónak" nevezett könyv felnõttként való visszatérését írja le, hogy apja paplakában és a családdal éljen, és a hittel, a hovatartozással és a személyiséggel kapcsolatos kérdésekkel foglalkozik. 2017 júliusában az Imagine Entertainment bejelentette, hogy a Priestdaddy-t korlátozott TV-sorozatként fejlesztette ki. Az emlékiratot a The New York Times Book Review 2017 10 legjobb könyve közé sorolta, a The Washington Post, a Boston Globe, a Chicago Tribune, a The Sunday Times, a The Guardian, a The New Yorker pedig az év egyik legjobb könyve közé sorolta. A The Atlantic, New York Magazine, Elle, NPR, Amazon, a Publishers Weekly többek között a Kirkus-díj döntőse volt, és megkapta a 2018-as Thurber-díjat az amerikai humorért. 2019-ben a Times felvette a könyvet „Az elmúlt 50 év 50 legjobb emlékirata” listájára, a Guardian pedig a 21. század 100 legjobb könyve közé sorolta.

### No One Is Talking About This
A Riverhead Books 2021 februárjában adta ki Lockwood No One Is Talking About This című debütáló regényét. Ezzel egy időben az Egyesült Királyságban a Bloomsbury is kiadta. A könyv egy meg nem nevezett női főszereplő interakcióit követi nyomon a „portál” nevű virtuális platformmal. A The New York Review of Books számára író Clair Wills úgy méltatta a regényt, mint "Austen szocio-irodalmi stílusának ősi leszármazottjaként – a megfigyelések regénye, keresztezve egy családi válság emlékiratával, és prózakölteményként, metaforákkal átitatott." A The Wall Street Journalban Emily Bobrow "művészinek" és "a szerelem és gyász intim és megindító portréjának" nevezte a regényt. Elnyerte a 2022-es Dylan Thomas-díjat, bekerült a 2021-es Booker-díjra, és a New York Times 2021 10 legjobb könyve között szerepelt.

### Esszék és kritikák
Lockwood esszéit és irodalomkritikáját, leginkább a London Review of Booksban, a The Best American Essays sorozatban gyűjtötték össze és olyan szerzők műveit mutatta be, mint Virginia Woolf, Joan Didion és Rachel Ingalls. A New Yorker Lockwoodot „varázslatos recenzensnek” nevezte, a The Paris Review pedig „ereje csúcsán álló kulturális kritikusként” ünnepelte. „Kiváló gondolkodását” és „céltudatos komédiáját” dicséri a The New York Times Magazine, Wyatt Mason azt a következtetést vonta le, hogy "Semmi sem fog rávenni arra, hogy irodalmi kritikát olvass", ha Lockwood erre nem képes.

## Magánélete
Lockwood házastársa Jason Kendall „újságíró, tervező és szerkesztő”. 2020 márciusában elkapta a COVID-19-et, és 2021 februárjában még mindig "hosszú COVID" tünetekkel élt.
Lockwood elismerte, hogy a No One Is Talking About This második részének nagy részét az unokahúga, Lena körüli valós események ihlették, aki az első olyan személy, akinél méhen belül Próteusz-szindrómát diagnosztizáltak.

## Bibliográfia

### Regény
- No One Is Talking About This (Riverhead Books, 2021)
  - Erről nem beszélünk (No One Is Talking About This) – Magvető, Budapest, 2022 · ISBN 9789631442014 · fordította: Morcsányi Júlia

### Ismeretterjesztő
- Priestdaddy (Riverhead Books, 2017)

### Költészet

#### Gyűjtemények
- Balloon Pop Outlaw Black (Octopus Books, 2012)
- Motherland Fatherland Homelandsexuals (Penguin Books, 2014)
- Penguin Modern Poets 2, Controlled Explosions: Michael Robbins, Patricia Lockwood, Timothy Thornton (Penguin Books, 2017)

## Egyéb információk
- Poetry Foundation

## Fordítás
- Ez a szócikk részben vagy egészben  a   Patricia Lockwood című angol Wikipédia-szócikk fordításán alapul.  Az eredeti cikk szerkesztőit annak laptörténete sorolja fel. Ez a jelzés csupán a megfogalmazás eredetét és a szerzői jogokat jelzi, nem szolgál a cikkben szereplő információk forrásmegjelöléseként.